# Colegiata Saint-Barthélemy de Lieja

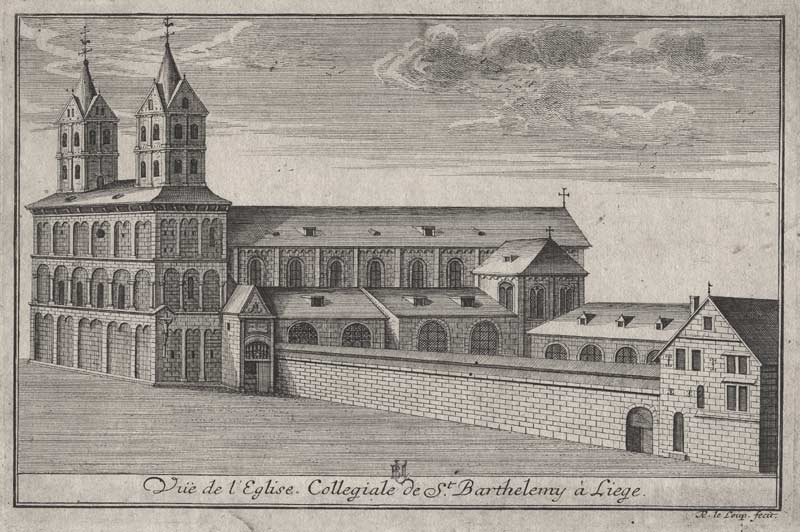
Grabado de la Collégiale Saint-Barthélemy.

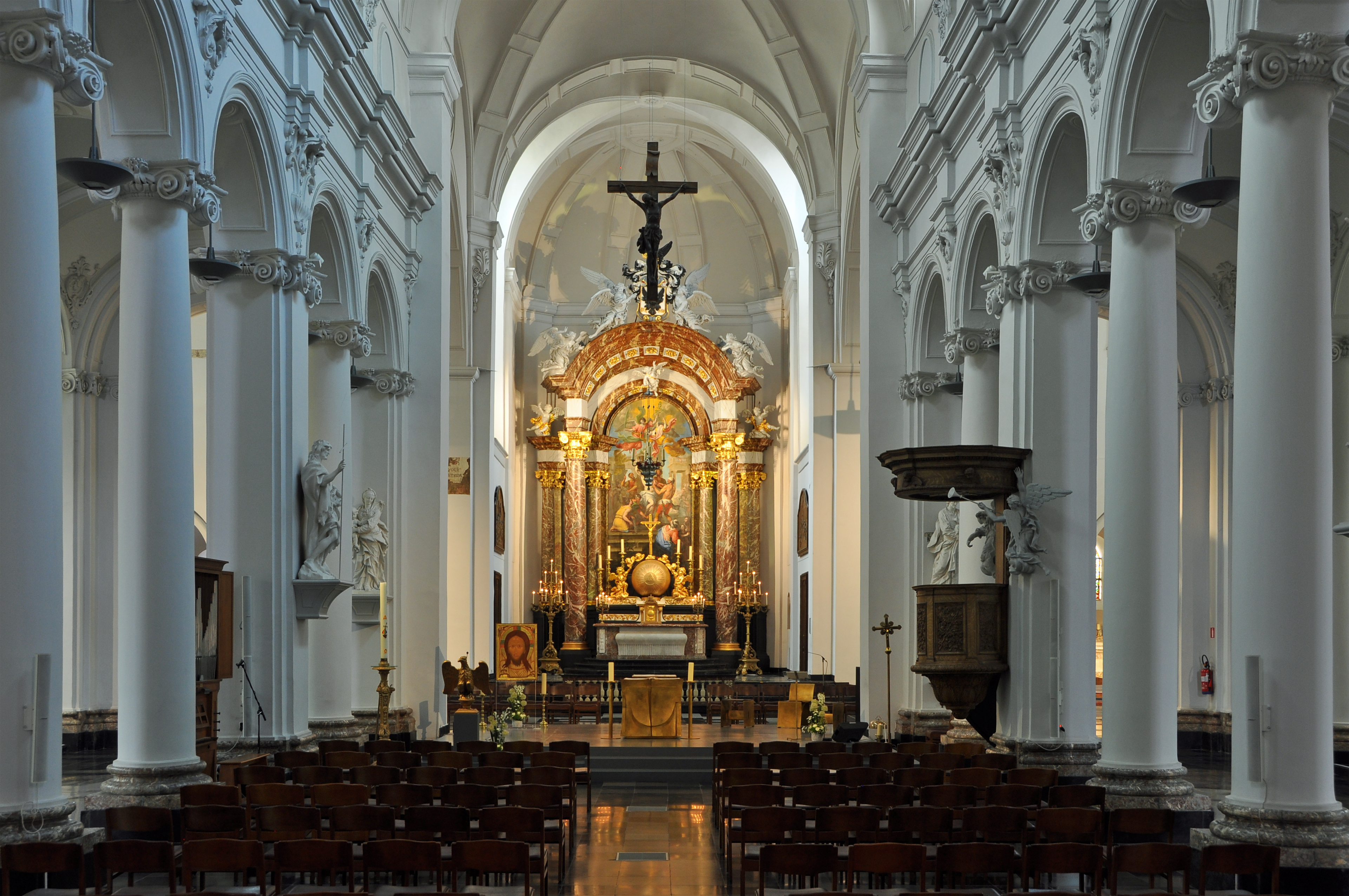
Interior.

La colegiata Saint-Barthélemy de Lieja, en Bélgica, es característica del estilo imponente del arte mosano románico, fue edificada con bloques de asperón (roca sedimentaria), entre finales del siglo XI a finales del siglo XII. Al igual que la inmensa mayoría de los edificios religiosos ha sufrido numerosas modificaciones en el curso de los siglos, sin embargo el carácter románico de Saint-Barthélemy ha perdurado a través de las modificaciones. En el siglo XVIII, se añadieron dos naves, se abrió el macizo occidental con un pórtico neoclásico y se decoró el interior en barroco francés. El interior del ala occidental ha sido restaurado en el estilo románico original.
La colegiata de Saint-Barthélemy es una de siete colegiatas liejesas primigenias (que comprendían San Pedro de Roma, Santa Cruz, San Pablo, Día de San Juan, San Denis y San Martín).
El 28 de marzo de 2006, la iglesia fue re-inaugurada después de importantes trabajos de renovación. Los mismos se extendieron durante siete años, siendo reemplazadas 10 000 piedras y restaurándose la policromía de las paredes.

## Colección de arte

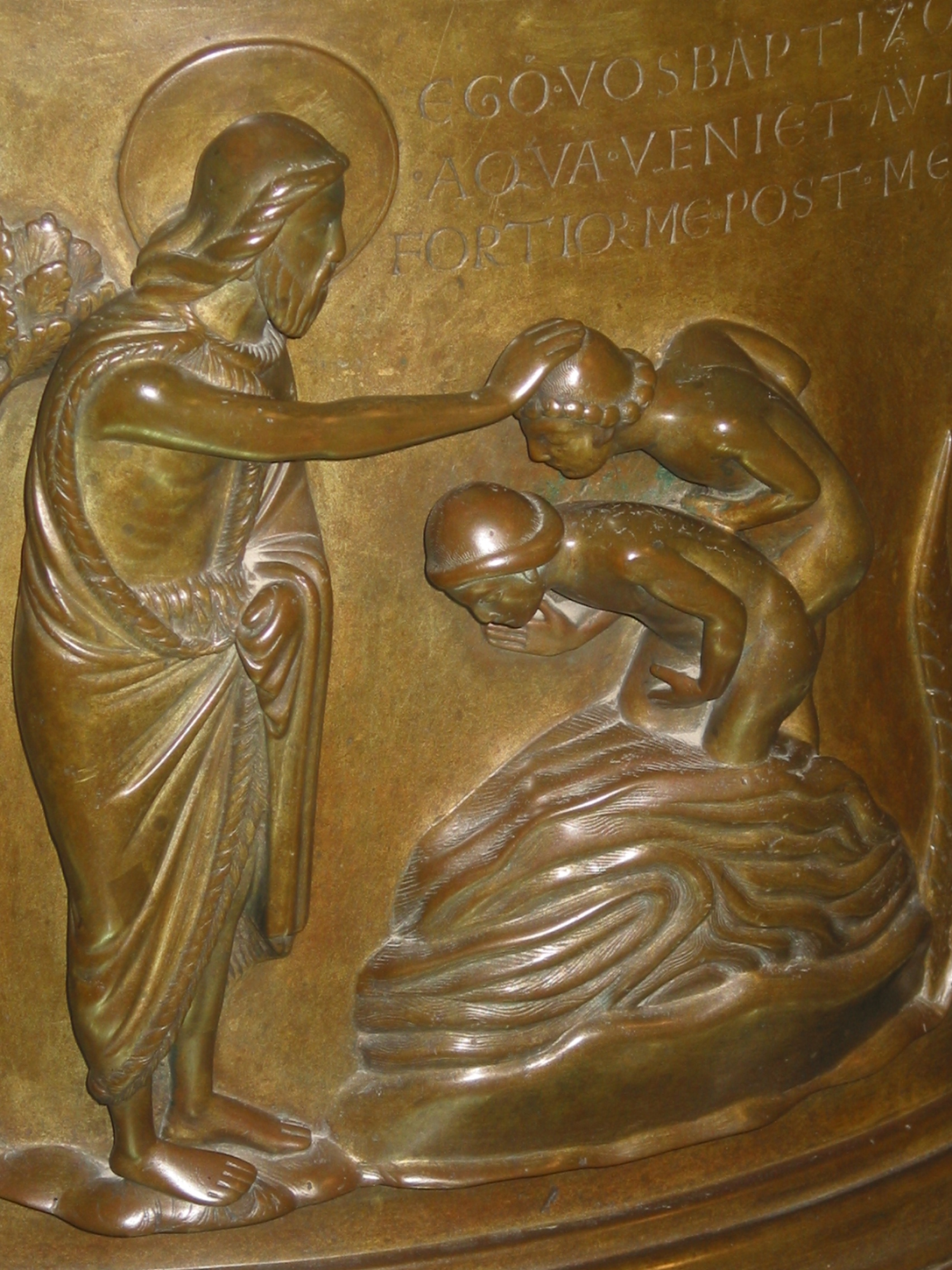
Pila bautismal - "El bautismo de los catecúmenos".

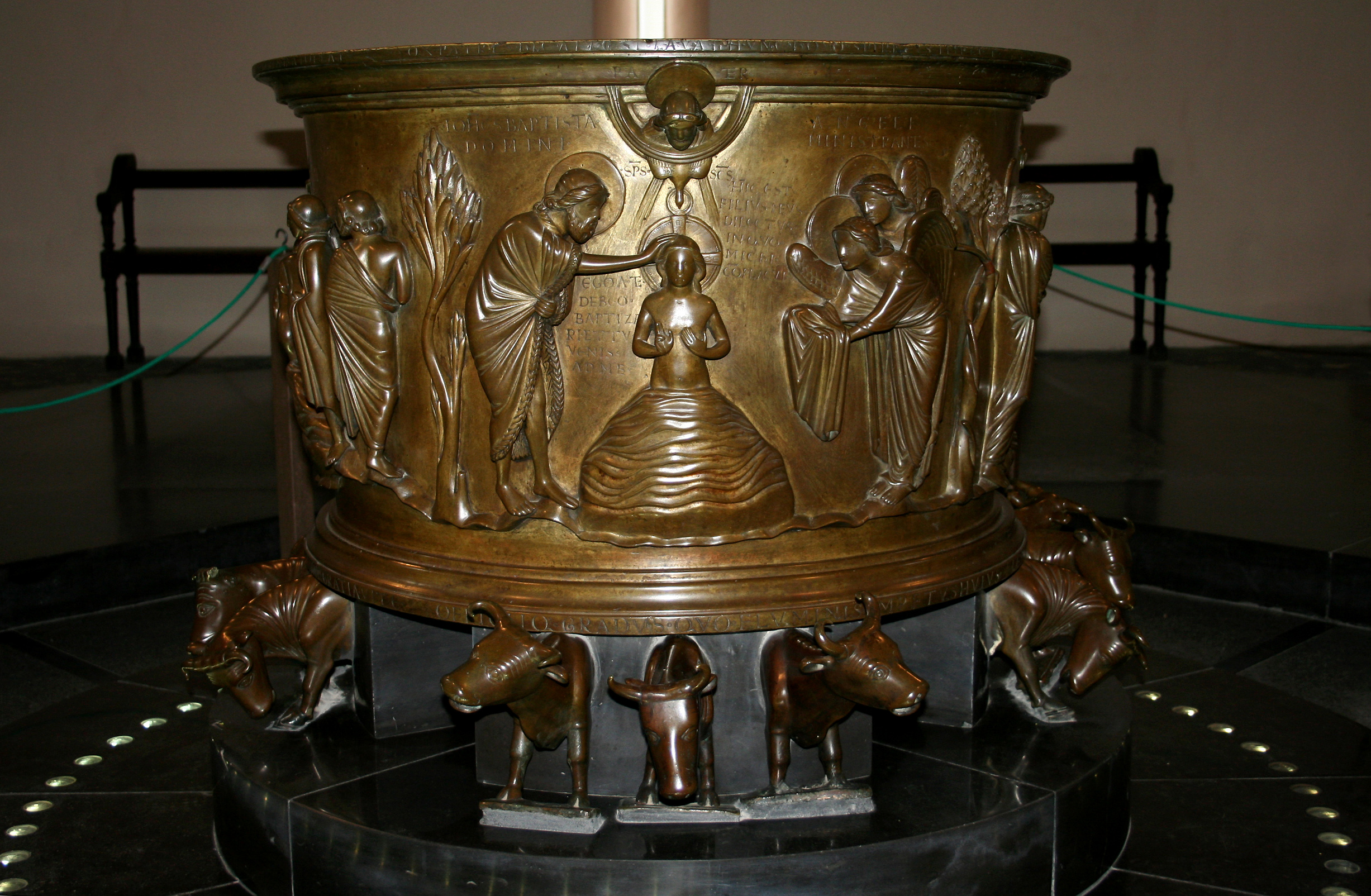
Pila bautismal - "El bautismo de Cristo".

La iglesia aloja numerosas obras de arte, se destaca un cuadro del pintor liejano Bertholet Flémalle (1614-1675), "La Glorificación de la Santa-cruz"; una obra maestra de Liégeois Englebert Fisen (1655-1733), "La Crucifixión" y la escultura de San Roque realizada por Renier Panhay de Rendeux (1684-1744).
Pero Saint-Barthélemy es especialmente renombrada por su pila bautismal, que por mucho tiempo fuera atribuida (erróneamente), al orfebre Renier de Huy. La pila bautismal fue encargada a principios del siglo XII (1107-1108) por el abad Hellin para la iglesia Notre-Dame-aux-Fonts, hoy destruida, donde tradicionalmente se administraba el bautismo.
La pila bautismal fue instalada en la iglesia de Saint Barthélemy en 1804, después de haber sido sustraída de la avidez de los revolucionarios liejeses. Esta obra notable anuncia un resurgimiento de las influencias griegas sobre el arte occidental. La cuba baptismal de latón se encuentra sostenida por diez bueyes. El conjunto posee cinco escenas: el Bautismo de Jesús en el Jordán, la Predicación de San Juan-Bautista, el Bautismo de los Catecúmenos, el Bautismo del centurión Corneja y el Bautismo del filósofo Cratón. La Predicación de San Juan-Bautista y el Bautismo de los Catecúmenos preparan la escena magnífica y principal, el Bautismo de Jesús; el Bautismo del centurión Corneja y el Bautismo del filósofo Craton la completan.